# Symulator socjalny
Symulator socjalny – podgatunek symulatorów życia, skupiający się na interakcjach i stosunkach społecznych między bohaterami gry (najczęściej ludźmi).
Za najpopularniejszy symulator socjalny uważa się serię gier The Sims. Kiedy została ona wydana w 2000 roku uważano ją za „niemal jedyną w swoim rodzaju”, jednak istnieje kilku ważnych prekursorów tej produkcji. Jej projektant, Will Wright, przyznaje, że podczas jej tworzenia czerpał inspiracje z Little Computer People z 1985 roku, na platformę Commodore 64. Po drugie, przyznał, że inspirował się też zabawą lalkami. Po ogromnym sukcesie The Sims stworzono mnóstwo dodatków do niej, oraz wiele nowych marek, np. Animal Crossing i Singles: Flirt Up Your Life. Było ich na tyle dużo, że recenzenci zaczęli nazywać gry oparte na podobnej rozgrywce nowym gatunkiem.